# Hans Brausewetter

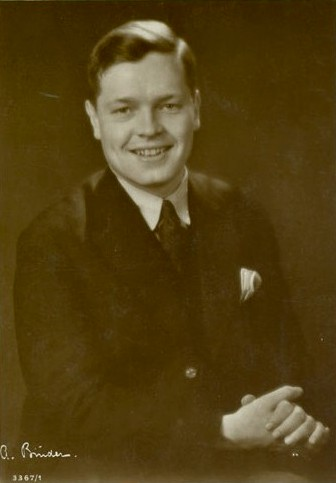
1928 auf einer Fotografie von Alexander Binder

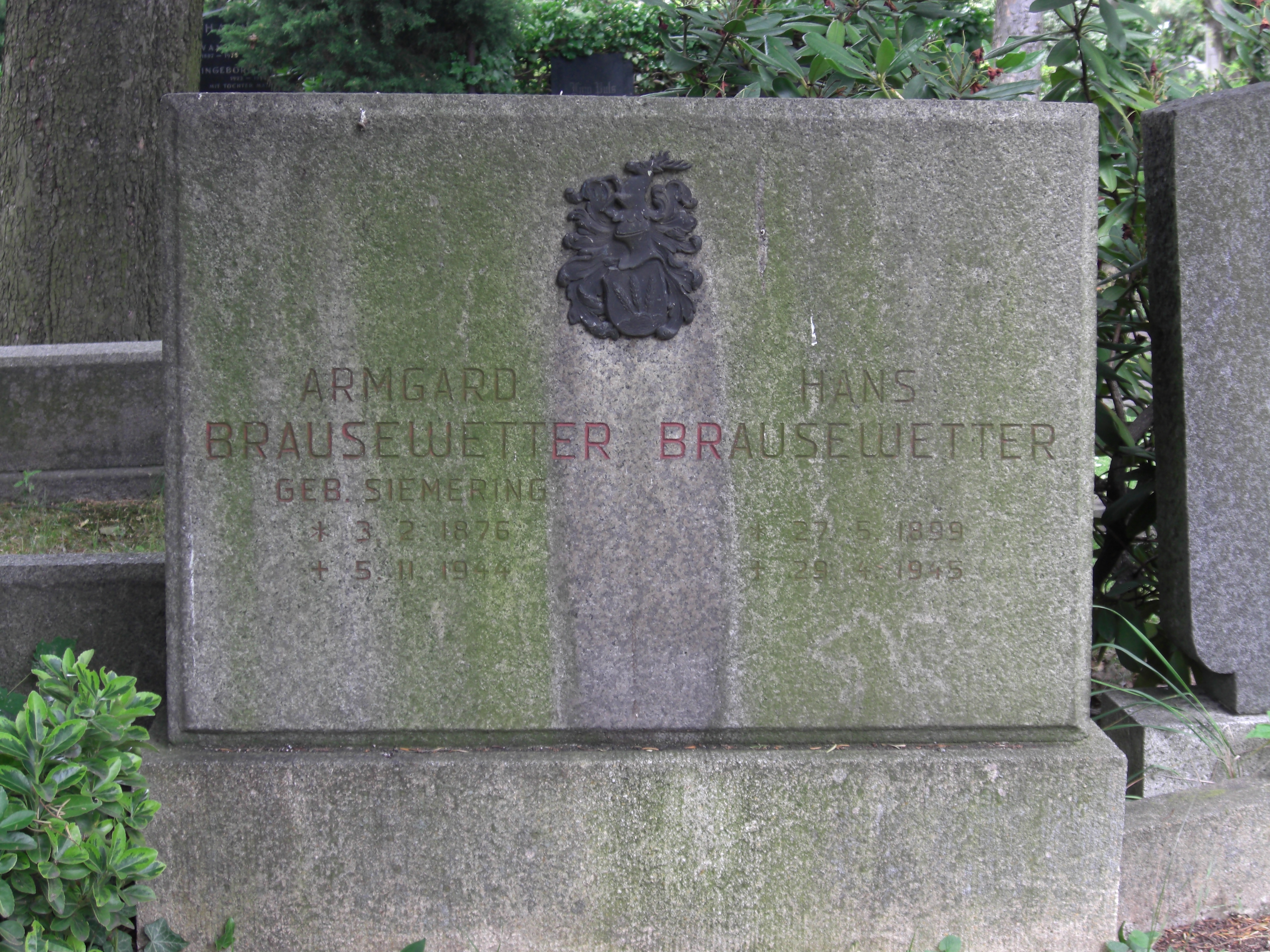
Grab auf dem Luisenfriedhof II, Berlin-Charlottenburg

Hans Brausewetter (* 27. Mai 1899 in Málaga, Spanien; † 29. April 1945 in Berlin) war ein deutscher Film- und Theaterschauspieler.

## Leben
Als Sohn des Arztes Max Brausewetter wuchs er in Spanien auf und kam erst 1914 nach Deutschland. Nach seinem Schulabschluss mit Notabitur am Realgymnasium in Stralsund war er Fahnenjunker an der Westfront. 1918 aus der Armee entlassen, studierte er für kurze Zeit Philologie, bevor er Schauspielunterricht nahm. 1920 hatte er sein Bühnendebüt am Deutschen Volkstheater in Wien, 1922–1928 und 1937–1945 arbeitete er jeweils am Deutschen Theater Berlin.
Sein Filmdebüt gab Brausewetter 1922. Im folgenden Jahr hatte er in Ein Glas Wasser von Ludwig Berger Erfolg. Er spielte häufig einen sympathischen Typen, der jedoch bei Frauen weniger erfolgreich war. 1926 schlüpfte Brausewetter für das Kino noch einmal in die Uniform eines Soldaten des Ersten Weltkriegs: Als einziger deutscher Akteur spielte er in Léon Poiriers monumentalem Antikriegsfilm „Verdun“ mit.
1939 trat er zusammen mit Heinz Rühmann und Josef Sieber in Paradies der Junggesellen auf, aus dem das Lied Das kann doch einen Seemann nicht erschüttern stammt. 1940 trug das Trio das Lied auch im Propagandafilm Wunschkonzert vor. Brausewetter spielte in über 100 Filmen.
Im Dritten Reich geriet er aufgrund seiner Homosexualität mehrfach in Konflikt mit dem NS-Regime; so wurde Brausewetter beispielsweise im Oktober 1936 wegen Verstoßes gegen § 175 in Berlin vorübergehend verhaftet. Durch Intervention der Schauspielerin Käthe Haack bei Reichspropagandaminister Joseph Goebbels wurde er jedoch wieder freigelassen. Brausewetter wurde auf Goebbels’ Gottbegnadeten-Liste als wichtiger Schauspieler des NS-Staats aufgeführt. 1941 war Brausewetter einer der wenigen Kollegen, die der Beerdigung des Schauspielers Joachim Gottschalk trotz angedrohter Repressalien durch die Nationalsozialisten beiwohnte.
1943 spielte er in dem bekannten, von Erich Kästner unter dem Pseudonym Berthold Bürger mitgeschriebenen Spielfilm Münchhausen den Freiherrn von Hartenfeld.
Kurz vor Ende des Zweiten Weltkriegs wurde Brausewetter als Zivilist bei einem Bombenangriff schwer verletzt, erlag seinen Verletzungen am 29. April 1945 und wurde auf dem Luisenfriedhof II im Feld A1-12-51/52 in Berlin-Charlottenburg beigesetzt.
Seine Schwester Renate Brausewetter war in den 1920er Jahren ebenfalls als Schauspielerin tätig. Brausewetter war der Onkel des Meeresforschers Hans Hass und der Neffe des evangelischen Theologen und Schriftstellers Artur Brausewetter. 

## Filmografie
- 1922: Das Spiel mit dem Weibe
- 1922: Der böse Geist Lumpaci Vagabundus
- 1922: Die Schuhe einer schönen Frau
- 1923: Der Wetterwart
- 1923: Der Matrose Perugino
- 1923: Der Schatz
- 1923: Der Kaufmann von Venedig
- 1923: Ein Glas Wasser
- 1924: Der Sprung ins Leben
- 1924: Tragödie im Hause Habsburg
- 1924: Das blonde Hannele
- 1924: Soll und Haben
- 1924: Die Schmetterlingsschlacht
- 1924: Die Stimme des Herzens
- 1924/26: Der krasse Fuchs
- 1925: Der Flug um den Erdball
- 1925: Sündenbabel
- 1925: Des Lebens Würfelspiel
- 1925: Elegantes Pack
- 1925: Götz von Berlichingen zubenannt mit der eisernen Hand
- 1925: Der Abenteurer
- 1925: Ein Walzertraum
- 1925: Die Kleine vom Bummel
- 1926: Die Wiskottens
- 1926: Wir sind vom K. u. K. Infanterie-Regiment
- 1926: Wien, wie es weint und lacht
- 1926: Faust – eine deutsche Volkssage
- 1926: Die drei Mannequins
- 1926: Des Königs Befehl
- 1926: Die Kleine und ihr Kavalier
- 1926: Überflüssige Menschen
- 1926: Liebeshandel
- 1926: Durchlaucht Radieschen
- 1926: Mitgiftjäger
- 1927: Der Sieg der Jugend
- 1927: Svengali
- 1927: Ein rheinisches Mädchen beim rheinischen Wein
- 1927: Die heilige Lüge
- 1927: Ein Mädel aus dem Volke
- 1927: Der fidele Bauer
- 1927: Höhere Töchter
- 1927: Die Sandgräfin
- 1927: Es zogen drei Burschen
- 1928: Die Durchgängerin
- 1928: Die Rothausgasse
- 1928: Verdun, das Heldentum zweier Völker (Verdun, visions d’histoire)
- 1928: Polnische Wirtschaft
- 1928: Der Hafenbaron
- 1928: Heut war ich bei der Frieda
- 1928: Die Juwelenmarder
- 1928: Das Haus ohne Männer
- 1928: Der Herr vom Finanzamt
- 1929: Drei machen ihr Glück
- 1930: Ein Burschenlied aus Heidelberg
- 1930: Das Flötenkonzert von Sans-souci
- 1931: Schachmatt
- 1931: Ich geh’ aus und Du bleibst da
- 1931: Voruntersuchung
- 1931: Hilfe! Überfall!
- 1931: Der kleine Seitensprung
- 1931: Madame hat Ausgang
- 1931: Die spanische Fliege
- 1931: Yorck
- 1931: Der unbekannte Gast
- 1932: Unter falscher Flagge
- 1932: Der Sieger
- 1932: Hasenklein kann nichts dafür
- 1932: Mensch ohne Namen
- 1932: Die Tänzerin von Sanssouci
- 1932: Die elf Schill’schen Offiziere
- 1932: Moderne Mitgift
- 1932: Zigeuner der Nacht
- 1932: Was wissen denn die Männer
- 1933: Der Läufer von Marathon
- 1933: Hände aus dem Dunkel
- 1933: Die verlorene Melodie
- 1933: Alles für Anita
- 1933: Abel mit der Mundharmonika
- 1933: Gretel zieht das grosse Los
- 1933: Das Blumenmädchen vom Grand-Hotel
- 1934: Die Freundin eines grossen Mannes
- 1934: Der Fall Brenken
- 1934: Die vier Musketiere
- 1935: Frischer Wind aus Kanada
- 1935: Ein Mädel aus guter Familie
- 1935: Der interessante Fall
- 1935: Künstlerliebe
- 1935: Traumulus
- 1936: Der Raub der Sabinerinnen
- 1936: Wenn der Hahn kräht
- 1936: Die Hochzeitsreise
- 1936: Onkel Bräsig
- 1936: Fahrerflucht
- 1936: Susanne im Bade
- 1937: Der Klapperstorchverband
- 1937: Kristall oder Porzellan
- 1937: Mein Sohn, der Herr Minister
- 1937: Brillanten
- 1937: Kriminalfall Erich Lemke
- 1937: Die wirkliche Liebe
- 1937: Zwischen den Eltern
- 1938: Verklungene Melodie
- 1938: Kleiner Mann – ganz groß
- 1938: Hochzeitsnacht
- 1938: Wochenendfrieden
- 1938: Steputat & Co.
- 1939: Ich verweigere die Aussage
- 1939: Parkstrasse 13
- 1939: Umwege zum Glück
- 1939: Der Vorhang fällt
- 1939: Renate im Quartett
- 1939: Eine Frau wie Du
- 1939: Johannisfeuer
- 1939: Seitensprünge
- 1940: Alles Schwindel
- 1940: Liebesschule
- 1940: Der Kleinstadtpoet
- 1940: Wunschkonzert
- 1941: Venus vor Gericht
- 1941: Kleine Mädchen – grosse Sorgen
- 1941: Was geschah in dieser Nacht?
- 1942: Hab’ mich lieb!
- 1942: Himmel, wir erben ein Schloß!
- 1943: Die Jungfern vom Bischofsberg
- 1943: Damals
- 1943: Münchhausen
- 1943: Die Gattin
- 1943: Liebesbriefe
- 1943: Ein Mann für meine Frau
- 1944: Der verzauberte Tag
- 1944: Der grüne Salon
- 1944/46: Die Fledermaus
- 1944/48: Eine alltägliche Geschichte
- 1945: Sag’ die Wahrheit (unvollendet)
- 1945: Tierarzt Dr. Vlimmen
- 1945: Die tolle Susanne (unvollendet)

## Theater
- 1929: W. Somerset Maugham: Victoria (Held) – Regie: Max Reinhardt (Residenztheater München)
- 1930: George Bernard Shaw: Die heilige Johanna (Der Dauphin) – Regie: Heinz Hilpert (Deutsches Theater Berlin)
- 1930: Frederick Lonsdale: Sex Appeal – Regie: Robert Forster-Larrinaga (Deutsches Künstlertheater Berlin)
- 1930: Elmer Rice: Die Strasse – Regie: Heinz Hilpert (Berliner Theater)
- 1932: Gustav Freytag: Die Journalisten – Regie: Heinz Hilpert (Deutsches Theater Berlin)
- 1933: Carl Zuckmayer: Schinderhannes (Gendarm) – Regie: Heinz Hilpert (Theater Volksbühne am Bülowplatz Berlin)
- 1933: Sigmund Graff: Die vier Musketiere (Norddeutscher Musketier) – Regie: Gordon (Theater in der Stresemannstraße Berlin)
- 1936: Nikolai Gogol: Die Heirat (Marineleutnant) – Regie: Bruno Hübner (Deutsches Theater Berlin)
- 1937: Friedrich Schiller: Die Jungfrau von Orleans (Karl der Siebente) – Regie: Heinz Hilpert (Deutsches Theater Berlin)
- 1937: Hans Rehberg: Friedrich I. – Regie: Heinz Hilpert (Deutsches Theater Berlin – Kammerspiele)
- 1939: Johann von Vásáry: Ich habe einen Engel geheiratet – Regie: Heinz Hilpert (Deutsches Theater Berlin – Kammerspiele)